# Ernst Fraenkel (Mediziner, 1844)
Ernst Fraenkel oder Ernst Fränkel (* 5. Mai 1844 in Breslau; † 19. März 1921 Breslau) war ein deutscher Gynäkologe. 

## Leben
Er war der Neffe des Arztes Ludwig F. Fraenkel (1806–1872). 
Fränkel studierte an den Universitäten von Berlin, Wien und Breslau Medizin und schloss sein Studium 1866 ab. 
Am Österreichisch-Preußischen Krieg 1866 und am Deutsch-Französischen Krieg 1870/1871 nahm er als Assistenzchirurg teil. 
1872 machte er sich als Gynäkologe in seiner Geburtsstadt Breslau einen Namen und wurde 1873 Privatdozent und 1893 Professor h. c. Fraenkel hatte 1884 die Verwendung von Cocain als Lokalanästhetikum zur Betäubung der Genitalschleimhaut beschrieben. Er nahm Anteil am politischen Leben seiner Heimatstadt und wurde 1903 zum Stadtrat von Breslau gewählt. 

## Schriften
Fraenkel schrieb einige Beiträge in medizinischen Journalen, darunter:
- Diagnose und Operative Behandlung der Extrauterinschwangerschaft. In: Volkmann: Sammlung Klinischer Vorträge. 1882.
- Über Lokalanästhesie bei der Perineoplastik durch subkutane Cocaininjektionen. In: Centralblatt für Gynäkologie. Band 10, Nr. 25, 19. Juni 1886, S. 392–396.
- Die Appendicitis in Ihren Beziehungen zur Schwangerschaft, Geburt und Wochenbett. 1898.
- Tagesfragen der Operativen Gynäkologie. Wien, Leipzig, 1896.
- Die Allgemeine Therapie der Krankheiten der Weiblichen Geschlechtsorgane. In: Albert Eulenburg: Handbuch der Allgemeinen Therapie und der Therapeutischen Methodik. Berlin, Wien, 1898–1899.